# Paul Guilfoyle (attore 1949)
Paul Guilfoyle (Boston, 28 aprile 1949) è un attore statunitense.

## Biografia
Guilfoyle è nato a Boston, nel Massachusetts. Ha frequentato la Boston College High School. In seguito sarebbe apparso nel film Il caso Spotlight (2015), che fa riferimento, tra le altre, alla predetta scuola. Nel 1972 Guilfoyle si è laureato alla Lehigh University.
È membro dell'Actors Studio e si è guadagnato una notevole reputazione teatrale a Broadway e nei circuiti Off Broadway, inclusi 12 anni con la Theatre Company di Boston; le sue apparizioni a Broadway includono The Basic Training of Pavlo Hummel di David Rabe, Those The River Keeps, Richard III con Al Pacino, Glengarry Glen Ross di David Mamet, Death Defying Acts e Search and Destroy.
È apparso in numerose serie televisive di successo come Miami Vice, Law & Order - I due volti della giustizia, New York Undercover, Ally McBeal e ha avuto ruoli in film famosi come Tre scapoli e un bebè, Wall Street, Celtic Pride - Rapimento per sport, Beverly Hills Cop II - Un piedipiatti a Beverly Hills II, Quiz Show, Hoffa - Santo o mafioso?, Mrs. Doubtfire - Mammo per sempre, Air Force One, Striptease, Amistad, Il negoziatore, Extreme Measures - Soluzioni estreme, Session 9, I colori della vittoria e L.A. Confidential. Il successo arriva nel 2000 con CSI - Scena del crimine, dove interpreta il capitano di polizia Jim Brass.

## Vita privata
Guilfoyle vive a New York con la moglie, la coreografa Lisa Giobbi, e la loro figlia Snowden.

## Filmografia

### Cinema
- Next Door, regia di Andrew Silver – cortometraggio (1976)
- The Murderer, regia di Andrew Silver – cortometraggio (1976)
- The Dark End of the Street, regia di Jan Egleson (1981)
- Billy Galvin, regia di John Gray (1986)
- Howard e il destino del mondo (Howard the Duck), regia di Willard Huyck (1986)
- Beverly Hills Cop II - Un piedipiatti a Beverly Hills II (Beverly Hills Cop II), regia di Tony Scott (1987)
- Tre scapoli e un bebè (3 Men and a Baby), regia di Leonard Nimoy (1987)
- Wall Street, regia di Oliver Stone (1987)
- Il serpente e l'arcobaleno (The Serpent and the Rainbow), regia di Wes Craven (1988)
- Dealers, regia di Colin Bucksey (1989)
- The Local Stigmatic, regia di David F. Wheeler (1990)
- Cadillac Man - Mister occasionissima (Cadillac Man), regia di Roger Donaldson (1990)
- I corridoi del potere (True Colors), regia di Herbert Ross (1991)
- Analisi finale (Final Analysis), regia di Phil Joanou (1992)
- Hoffa - Santo o mafioso? (Hoffa), regia di Danny DeVito (1992)
- La notte che non c'incontrammo (The Night We Never Met), regia di Warren Leight (1993)
- Vado a vivere a New York (Naked in New York), regia di Daniel Algrant (1993)
- La notte della verità (Mother's Boys), regia di Yves Simoneau (1993)
- Mrs. Doubtfire - Mammo per sempre (Mrs. Doubtfire), regia di Chris Columbus (1993)
- Little Odessa, regia di James Gray (1994)
- Quiz Show, regia di Robert Redford (1994)
- Gospa, regia di Jakov Sedlar (1995)
- Cafe Society, regia di Raymond De Felitta (1995)
- Manny & Lo, regia di Lisa Krueger (1996)
- Riccardo III - Un uomo, un re (Looking for Richard), regia di Al Pacino (1996)
- Un divano a New York (Un divan à New York), regia di Chantal Akerman (1996)
- Celtic Pride - Rapimento per sport (Celtic Pride), regia di Tom DeCerchio (1996)
- Omicidio a New Orleans (Heaven's Prisoners), regia di Phil Joanou (1996)
- Striptease, regia di Andrew Bergman (1996)
- Extreme Measures - Soluzioni estreme (Extreme Measures), regia di Michael Apted (1996)
- Prove apparenti (Night Falls on Manhattan), regia di Sidney Lumet (1996)
- Ransom - Il riscatto (Ransom), regia di Ron Howard (1996)
- L.A. Confidential, regia di Curtis Hanson (1997)
- Air Force One, regia di Wolfgang Petersen (1997)
- Amistad, regia di Steven Spielberg (1997)
- Peppermills, regia di Isabel Hegner – cortometraggio (1998)
- I colori della vittoria (Primary Colors), regia di Mike Nichols (1998)
- Il negoziatore (The Negotiator), regia di F. Gary Gray (1998) - cameo non accreditato
- Poliziotto speciale (One Tough Cop), regia di Bruno Barreto (1998)
- In Dreams, regia di Neil Jordan (1999)
- Entropy - Disordine d'amore (Entropy), regia di Phil Joanou (1999)
- La mia adorabile nemica (Anywhere but Here), regia di Wayne Wang (1999)
- Destini incrociati (Random Hearts), regia di Sydney Pollack (1999)
- Blessed Art Thou, regia di Tim Disney (2000)
- Una spia per caso (Company Man), regia di Peter Askin e Douglas McGrath (2000)
- Hemingway, the Hunter of Death, regia di Sergio Dow (2001)
- Session 9, regia di Brad Anderson (2001)
- Pharaoh's Heart, regia di Sara Hallowell – cortometraggio (2002)
- La tempesta (Tempesta), regia di Tim Disney (2004)
- American Violet, regia di Tim Disney (2008)
- Il caso Spotlight (Spotlight), regia di Tom McCarthy (2015)
- Pandemic, regia di John Suits (2016)
- Turnover, regia di Linda Palmer (2019)
- William,  regia di Tim Disney (2019)
- Recondition, regia di Graham Patrick Martin – cortometraggio (2020)
- The Good House, regia di Maya Forbes e Wallace Wolodarsky (2021)
- Don't Look Up, regia di Adam McKay (2021)
- The Man from Rome, regia di Sergio Dow (2022)
- Polara, regia di Chaysen Beacham (2024)
- Arthur the King - Insieme a ogni costo (Arthur the King), regia di Simon Cellan Jones (2024)
- Any Day Now regia di Eric Aronson (2024)

### Televisione
- Ephraim McDowell's Kentucky Ride, regia di Francis Gladstone – film TV (1981)
- American Playhouse – serie TV,  episodio 5x16 (1986)
- Crime Story – serie TV, episodio 1x12 (1986)
- Spenser (Spenser: For Hire) – serie TV, episodio 2x21 (1987)
- Kate e Allie (Kate & Allie) – serie TV, episodio 5x16 (1988)
- Internal Affairs, regia di Michael Tuchner – film TV (1988)
- Oltre la legge - L'informatore (Wiseguy) – serie TV, episodi 2x02-2x03-2x04 (1988)
- Crimini misteriosi (Unsub) – serie TV, episodio 1x01 (1989)
- Miami Vice – serie TV, episodi 4x03-5x16 (1987-1989)
- Un giustiziere a New York (The Equalizer) – serie TV, episodio 4x19 (1989)
- Un uomo chiamato Falco (A Man Called Hawk) – serie TV, episodio 1x13 (1989)
- Big Time, regia di Jan Egleson – film TV (1989)
- Kojak: Fatal Flaw, regia di Richard Compton – film TV (1989)
- Curiosità fatale (Curiosity Kills), regia di Colin Bucksey – film TV (1990)
- Against the Law – serie TV, episodio 1x01 (1990)
- Law & Order - I due volti della giustizia (Law & Order) – serie TV, episodio 1x06 (1990)
- Brattigan, detective di cronaca (The Great Pretender), regia di Gus Trikonis – film TV (1991)
- Darrow, regia di John David Coles – film TV (1991)
- Civil Wars – serie TV, episodio 1x01 (1991)
- Notorious, regia di Colin Bucksey – film TV (1992)
- Un'ombra nel passato (Those Secrets), regia di David Manson – film TV (1992)
- Screen One – serie TV, episodio 4x02 (1992)
- Unnatural Pursuits – serie TV, episodio 1x01 (1992)
- Catastrofe in mare - Il disastro della Exxon Valdez (Dead Ahead: The Exxon Valdez Disaster), regia di Paul Seed – film TV (1992)
- Anna Lee: Headcase, regia di Colin Bucksey – film TV (1993)
- Class of '61, regia di Gregory Hoblit – film TV (1993)
- Fallen Angels – serie TV, episodio 1x01 (1993)
- Amelia Earhart - L'ultimo viaggio (Amelia Earhart: The Final Flight), regia di Yves Simoneau – film TV (1994)
- M.A.N.T.I.S. – serie TV, episodio 1x05 (1994)
- Il segreto di Pandora (September), regia di Colin Bucksey – film TV (1996)
- Central Park West – serie TV, episodi 2x05-2x06 (1996)
- The Burning Zone – serie TV, episodio 1x01 (1996)
- New York Undercover – serie TV, episodi 1x11-3x19 (1994-1997)
- Ad un passo dal Paradiso (Path to Paradise: The Untold Story of the World Trade Center Bombing.), regia di Leslie Libman e Larry Williams – film TV (1997)
- Ally McBeal – serie TV, episodio 1x17 (1998)
- Omicidio a Manhattan (Exiled), regia di Jean de Segonzac – film TV (1998)
- L'incredibile Michael (Now and Again) – serie TV, episodio 1x22 (2000)
- Secret Agent Man – serie TV, 12 episodi (2000)
- Night Visions – serie TV, episodio 1x01 (2001)
- Live from Baghdad, regia di Mick Jackson – film TV (2002)
- Leggende Navajo (Coyote Waits), regia di Jan Egleson – film TV (2003)
- CSI - Scena del crimine (CSI: Crime Scene Investigation) – serie TV, 317 episodi (2000-2014)
- Den fiärde mannen – serie TV, episodio 1x02 (2015)
- CSI: Immortality, regia di Louis Shaw Milito – film TV (2015)
- Stanistan, regia di Michael Mayer – film TV (2015)
- Colony – serie TV, 8 episodi (2016)
- Blindspot – serie TV, episodio 3x04 (2017)
- The Good Fight – serie TV, 11 episodi (2017-2018)
- The Morning Show – serie TV, episodio 1x08 (2019)
- Un milione di piccole cose (A Million Little Things) – serie TV, episodio 2x13 (2020)
- Star Trek: Discovery – serie TV, episodi 3x09-3x10 (2020)
- CSI: Vegas – serie TV, episodi 1x01-1x02 (2021)
- Julia – serie TV, episodi 2x04-2x08 (2023)
- Evil – serie TV, episodi 4x12-4x13 (2024)
- Can't Go Home – serie TV, (2024)

## Doppiatori italiani
Nelle versioni in italiano delle opere in cui ha recitato, Paul Guilfoyle è stato doppiato da:
- Angelo Nicotra in Celtic Pride - Rapimento per sport, Air Force One, Striptease, Il negoziatore, Prove apparenti, CSI - Scena del crimine, CSI: Immortality, Il caso Spotlight, Blindspot, The Good Fight, Don't Look Up
- Giorgio Lopez in Cadillac Man - Mister occasionissima, Analisi finale, Destini incrociati, Session 9
- Ennio Coltorti in Amistad, Extreme Measures - Soluzioni estreme
- Franco Zucca in Miami Vice, I colori della vittoria
- Oliviero Dinelli in Michael Shayne e le false monete, Colony
- Eugenio Marinelli ne La notte della verità, In Dreams
- Nino Prester in Quiz Show, CSI: Vegas
- Stefano Mondini in Fallen Angels, The Good House
- Gianni Giuliano in Riccardo III - Un uomo, un re, Arthur the King - Insieme ad ogni costo
- Emilio Cappuccio in Miami Vice (ep. 4x04)
- Toni Orlandi in Catastrofe in mare - Il disastro della Exxon Valdez
- Dante Biagioni ne Il serpente e l'arcobaleno
- Romano Ghini in Hoffa: santo o mafioso?
- Rodolfo Traversa in Dealers
- Stefano De Sando in Law & Order - I due volti della giustizia
- Antonio Sanna in Gospa
- Cesare Barbetti in Howard e il destino del mondo
- Natale Ciravolo in Ally McBeal
- Renato Cortesi in Omicidio a New Orleans
- Roberto Chevalier in Night Visions
- Paolo Marchese in Poliziotto speciale
- Oreste Rizzini in Una spia per caso
- Dario Penne in Live from Baghd
- Roberto Fidecaro in The Morning Show